# Ajn Rafa
Ajn Rafa též Ejn Rafa (hebrejsky עין ראפה, arabsky عين رافا, v oficiálním přepisu do angličtiny Ein Rafa) je arabská vesnice v Izraeli, v Jeruzalémském distriktu, v Oblastní radě Mate Jehuda.

## Geografie
Leží v nadmořské výšce 598 metrů na zalesněných svazích Judských hor, v údolí vádí Nachal Ksalon.
Obec se nachází 42 kilometrů od břehu Středozemního moře, cca 45 kilometrů jihovýchodně od centra Tel Avivu, cca 11 kilometrů západně od historického jádra Jeruzalému a cca 13 kilometrů severovýchodně od Bejt Šemeš. Ajn Rafa obývají izraelští Arabové, přičemž osídlení v tomto regionu je etnicky převážně židovské. Spolu se sousedním městem Abu Goš a vesnicí Ajn Nakuba ovšem Ajn Rafa vytváří enklávu arabského osídlení. Ajn Rafa je situována 3 kilometry od Zelené linie, která odděluje Izrael v jeho mezinárodně uznávaných hranicích od území Západního břehu Jordánu. Počátkem 21. století byly přilehlé arabské (palestinské) oblasti Západního břehu od Izraele částečně odděleny pomocí bezpečnostní bariéry.
Ajn Rafa je na dopravní síť napojena pomocí dálnice číslo 1, spojující Jeruzalém s Tel Avivem, jež vesnici míjí na severu.

## Dějiny
Ajn Rafa vznikla počátkem 20. století jako malá osada, do které se z nedaleké arabské vesnice Suba (nyní na jejím místě stojí židovský kibuc Cova) přestěhovali tři bratři. Během války za nezávislost v roce 1948 obyvatelé osady uprchli před postupujícími Izraelci, ale uchýlili se do nedaleké arabské obce Abu Goš, která po celou válku udržovala korektní vztahy s Židy a jejíž obyvatelé proto nebyli postiženi populačními transfery. Po válce se obyvatelé z Ajn Rafa vrátili do svých domovů.
Roku 1962 byla na východním okraji vesnice založena čtvrť pro arabské vysídlence z vesnice Bajt Nakuba nazvaná Ajn Nakuba. Roku 1976 získala status administrativní obce a osamostatnila se od Ajn Rafa.

## Demografie
Podle údajů z roku 2014 tvořili naprostou většinu obyvatel v Ajn Rafa Arabové. Jde o menší obec vesnického typu s dlouhodobě rostoucí populací. K 31. prosinci 2014 zde žilo 1121 lidí. Během roku 2014 populace stoupla o 5,6 %.
| Rok            | 1961 | 1972 | 1983 | 1995 | 2001 | 2003 | 2004 | 2005 | 2006 | 2007 | 2008 | 2009 | 2010 | 2011 | 2012 | 2013 | 2014 |
| -------------- | ---- | ---- | ---- | ---- | ---- | ---- | ---- | ---- | ---- | ---- | ---- | ---- | ---- | ---- | ---- | ---- | ---- |
| Počet obyvatel | 116  | 603  | 266  | 479  | 658  | 717  | 776  | 823  | 865  | 890  | 923  | 901  | 944  | 967  | 1043 | 1062 | 1121 |

* pokles populace k roku 1983 souvisí s administrativním oddělením čtvrti Ajn Nakuba do samostatné obce